# Les Ageux
Les Ageux är en kommun i departementet Oise i regionen Hauts-de-France i norra Frankrike. Kommunen ligger i kantonen Liancourt som tillhör arrondissementet Clermont. År 2022 hade Les Ageux 1 147 invånare.

## Befolkningsutveckling
Antalet invånare i kommunen Les Ageux
| Referens: INSEE |